# Jurij Mikolajovics Scserbak
Jurij Mikolajovics Scserbak (cirill betűkkel: Юрій Миколайович Щербак; Kijev, 1934. október 12.), orosz névváltozatban Jurij Nyikolajevics Scserbak (Юрий Николаевич Щербак) ukrán író, forgatókönyvíró, orvos, politikus, diplomata.

## Élete
Születése után nem sokkal apját az NKVD letartóztatta. A második világháború alatt családjával együtt Oroszországba evakuálták, csak 1944 márciusának elején tért vissza szülővárosába. Bátyja, Mikola Scserbak (1927–1998) ismert tudós-állatorvos, az Ukrán Tudományos Akadémia állattani múzeuma vezetője volt, akit az NKVD 1948-ban nacionalizmussal vádolt meg, emiatt 1948 és 1954 közt börtönben volt.
Jurij Scserbak 1958-ban végezte el a kijevi orvosi egyetemet. 1958 és 1987 közt a kijevi Gromasevszkij Epidemológiai és Fertőző Betegségek Kutatóintézetében előbb beosztott, később vezető kutatóként tevékenykedett. PhD (1965) és MD (1983) munkáinak témái a különösen veszélyes fertőző betegségek epidemiológiája volt. Részt vett a kolera és más betegségek elleni küzdelemben Ukrajnában és Üzbegisztánban, ezért megkapta a Munka Vörös Zászló Érdemrendjét. Csaknem 100 tudományos cikket és 20 önálló könyvet írt. Irodalmi pályafutása az 1950-es évek derekán kezdődött az orvosi egyetem diákjainak irodalmi szövetségében. Első rövidebb novelláit a Ю́ность című lapban tette közzé, s saját rajzaival illusztrálta. 1966-ban jelent meg első regénye Як на війні címen, amely egy orvos mindennapi életét írta le. 1966-ban lett az Ukrán Írószövetség tagja (1987 és 1991 közt a szövetség igazgatóságának titkára volt). 1971-től az Ukrán Filmoperatőrök Szövetsége tagja. Kiválóan beszél lengyelül, a lengyel irodalom több klasszikusát is orosz nyelvre fordította, illetve gyakran tart előadásokat a Varsói Egyetem hallgatóinak.
Хроніка міста Ярополя (1968) című regényében Jaropil ukrán kisváros groteszk, fantasztikus történetet írta le, egymás mellé helyezve minden valós és elképzelt eseményt, amely ott történt az elmúlt századok alatt. A történet a sci-fi, a legendák és a mesék elemit ötvözi. Számos tudományos-fantasztikus elbeszélést alkotott. Бар'єр несумісности című regénye a szívátültetés erkölcsi problémáival foglalkozott, Причини і наслідки című regényében a veszettség elleni küzdelem történetét írta meg. Szépirodalmi munkásságán túl több filmforgatókönyvet is írt. Leghíresebb dokumentumregénye a Csernobili atomerőmű-balesetről írt Чорнобиль (1987), amely az Amerikai Egyesült Államokban, Kanadában, Németországban, Lengyelországban, Svájcban, Japánban, Magyarországon és több más országban is megjelent.
A Szovjetunió összeomlása után felhagyott az irodalmi tevékenységgel, s politikusi pályára lépett. 1989–1991 között a Szovjet Legfelsőbb Tanács képviselője volt, ahol az ellenzéki Régióközi képviselőcsoport tagja és Andrej Szaharovval együtt annak vezetője volt. Vezette a parlament atomenergetikai és környezetvédelmi albizottságát is. Ő az egyik alapítója s elnöke az Ukrán Környezetvédelmi Egyesületnek, valamint ő volt az Ukrán Zöld Párt első vezetője 1990–1992 között. 1991–1992-ben a független Ukrajna első környezetvédelmi minisztere volt.
Az 1992 és 1998 közti időszakban diplomáciai munkát végzett. 1992-től 1994-ig Ukrajna rendkívüli és meghatalmazott követe volt Izraelben. 1994-től 1998-ig Ukrajna rendkívüli és meghatalmazott követeként dolgozott az Egyesült Államokban, 1997-től nagykövetként Mexikóba is akkreditálva volt. 1998-tól 200-ig Ukrajna elnökének tanácsadója volt. 2000-től 2003-ig Ukrajna nagykövete volt Kanadában és egyúttal az ottawai székhelyű Nemzetközi Polgári Repülési Szervezetnél (ICAO) is képviselte Ukrajnát.
A 2009-ben létrehozott Külpolitikai és Biztonságpolitikai Tanács kutatóintézet egyik alapítója. 2013-ban a Művészeti és Tudományos Világakadémia (WAAS) tagjává választották. 2014-ben az Olekszandr Bohomolec Nemzeti Orvosi Egyetem díszdoktorává avatták. 2014 márciusában kinevezték a Sevcsenko-díj kuratóriumának elnökévé, ezt a posztot 2019-ig töltötte be. Nős, egy lánya és egy fia van.

## Válogatott munkái
- Як на війні (1966)
- Бар'єр несумісності (1971)
- Маленька футбольна команда (1973)
- Причини і наслідки (1986)
- Чорнобиль (1987)
- Україна: виклик і вибір. Перспективи України в глобалізованому світі XXI століття (2003)
- Україна в зоні турбулентності (2010)
- Час смертохристів: Міражі 2077 року (2011)
- Час Великої Гри. Фантоми 2079 року (2012)
- Час тирана. Прозріння 2084 року (2014)

## Magyarul megjelent művei
- A kihallgatás (novella, Galaktika 13., 1975; utánközlés: Metagalaktika 1., 1978)
- Első osztályú film (novella, Égtájak című antológia, 1969)
- Játékautomaták (novella, Égtájak című antológia, 1975)
- Kis futballcsapat (kisregény, Ismerősöm, az oroszlán című antológia, 1977)
- Karantén (regény, Modern Könyvtár sorozatban, 1966)
- Fejezetek Jaropil város krónikájából (regény, Modern Könyvtár sorozatban, 1971)
- Karantén / Jaropil város krónikájából (összkiadás, Európa Zsebkönyvek sorozat, 1980; az összkiadás utánközlése: Kriterion Kiadó, 1983)
- Transplantatio (regény, Európa Zsebkönyvek sorozat, 1974)
- A csernobili eposz (dokumentumregény, Magánkiadás, 2020)

### Önálló kötetben
- Karantén. Regény; ford. Bojtár Anna, utószó Karig Sára; Európa, Bp., 1968 (Modern könyvtár)
- Fejezetek Jaropil város krónikájából. Kisregény; ford. Bojtár Anna, utószó Bojtár Endre; Európa, 1971 (Modern könyvtár)
- Transplantatio. Regény; ford. Bojtár Anna; Európa, Bp., 1974 (Európa zsebkönyvek)
- Karantén / Jaropil város krónikájából. Kisregény; ford. Bojtár Anna; Kriterion, Bukarest, 1983
- A csernobili eposz; ford. Zengő Mihály; magánkiadás, Bp., 2020

## Külső hivatkozások
- 2014-es interjú Jurij Scserbakkal
- Scserbak oldala az IMDB-n
- Munkáinak felsorolása a worldcat oldalon

## Fordítás
- Ez a szócikk részben vagy egészben  a   Yuriy Shcherbak című angol Wikipédia-szócikk ezen változatának fordításán alapul.  Az eredeti cikk szerkesztőit annak laptörténete sorolja fel. Ez a jelzés csupán a megfogalmazás eredetét és a szerzői jogokat jelzi, nem szolgál a cikkben szereplő információk forrásmegjelöléseként.